# Thérèse Goldschmidt
Thérèse Goldschmidt (1873 – 1963) werd in Duitsland geboren in een burgerlijke joodse familie. Om aan het antisemitisme te ontsnappen, verliet zij in 1882 Duitsland en vestigde zich te Brussel. Zij speelde een cruciale rol bij het opzetten van de opleiding en de ondersteuning van verpleegkundigen en voor vele sociale werken op het gebied van de gezondheidszorg in België.

## Biografie
In 1898 bekeerde Thérèse zich tot het protestantisme en trouwde met Paul Hymans, een Antwerpse jood die zich ook bekeerde. Paul Hymans was een invloedrijk liberaal politicus die vele vooraanstaande functies bekleedde (in de Liberale Partij, de Belgische regering en de Volkenbond).
Thérèse maakte gebruik van het uitgebreide netwerk van contacten van haar echtgenoot om sociale werken te ondersteunen of op te richten. Al in 1907 was zij lid van het damescomité van de Belgische school voor gediplomeerde verpleegsters. Later, gedurende haar hele leven, heeft ze zich ingezet om het lot van verpleegsters te verbeteren.
Vanaf 1916 hield zij zich bezig met de oprichting van een hulporganisatie voor verpleegsters. Met de hulp van het Rode Kruis en andere vrouwen richtte zij de Nurse's Family op, die in 1921 een non-profit organisatie werd. De verpleegsters moesten meestal op internaat. De vereniging bood een gezellige ontmoetingsplaats. Het organiseerde ook een rusthuis (Les Voiles blancs) en voorzag een gratis plaatsingsbureau.
Tegelijkertijd richtte Goldschmidt een coöperatieve vereniging op om een huis voor verpleegsters te bouwen dat in 1924 in Brussel werd ingehuldigd. De VZW richtte vervolgens twee rusthuizen voor verpleegsters op (in 1933 en 1950). Zij nam ook deel aan een onderling verzekeringsproject waaruit de Mutualiteiten van Verpleegkundigen en Maatschappelijk Werkers ontstonden. In 1919 richtte zij samen met andere vrouwen de Vereniging van Gastverpleegsters op, waarvan zij voorzitter was en die de voorloper was van de verpleegstersschool die in 1935 in de ULB werd geïntegreerd. Ze werkte ook mee aan de oprichting van het studentenhuis van de ULB en een meisjesresidentie, eveneens aan de ULB.
Tegelijkertijd zette zij zich in om fondsen te werven voor liberale sociale werken, bijvoorbeeld door het organiseren van een groot jaarlijks gala. Ze was ook betrokken bij een artistieke kant, de "Promenades artistiques", die probeert het culturele en het sociale te combineren door het ingezamelde geld aan goede doelen te besteden.
Daarnaast houdt zij zich bezig met kinderen en in dit perspectief legt zij onder meer contacten of treedt zij op binnen de Fondation Solidarité libérale internationale of de hogere raad van de ONE. Ze was onvermoeibaar actief in het maatschappelijk werk en was ook voorzitster van de Thuiszorg voor de Armen en de Hulp voor Arme Moeders.
Zij stopte haar activiteiten in 1954 om gezondheidsredenen en overleed in 1963.